# Murat-sur-Vèbre
Murat-sur-Vèbre (en occitano Murat) localidad francesa situada en el departamento del Tarn,  en la región de Mediodía-Pirineos, con 938 habitantes. 

## Localidades limítrofes
Murat-sur-Vèbre está rodeada por los municipios de Castanet-le-Haut, Cambon-et-Salvergues, Fraisse-sur-Agout,  Nages, Barre, Peux-et-Couffouleux, Arnac-sur-Dourdou.

## Aldeas
| - Argieusses (les) - Barraque de Montegut (la) - Barthe (la) - Bastide de Catounières (la) - Bessière (la) - Boissezon - Bouissounet (le) - Bousquet (le) - Burguet (le) - Cabrié - Cambert - Cantarane (moulin de) - Canac - Candoubre - Catounières - Causse (le) - Cave du Loup (la) - Céren - Cloutet (le) - Condomines | - Faulat - Félines - Ferrière (la) - Font Blanque (la) - Fontanilles - Fouilles (les) - Ga (le) - Gabaude - Gayragues - Gorge (la) - Griffoulède (le) - Griffoulet (le) - Jasse (la) - Jougla - Lacour - Landette (la) - Lardénas - Longagnes (les) - Louat (le) - Mas Petit | - Massié (le) - Merle - Montegut - Moulin-Mage - Moulin du Roc - Murat - Narulle - Paillemalbiau - Pante - Peyroux - Pise (la) - Plos - Pont de la Mouline (le) - Poumaurou - Randy - Revalies - Salesse (la) - Senausses (les) - Serre (la) - Thérondels (les) |

## Demografía
| 1338 | 1264 | 1060 | 938 | 889 | 819 |
| Para los censos de 1962 a 1999 la población legal corresponde a la población sin duplicidades (Fuente: INSEE [Consultar]) |      |      |     |     |     |

## Economía
Basada tradicionalmente en la agricultura, el sector más importante es el de la ganadería.

## Monumentos
- Estatua-menhir de Paillemalbiau.
- Estatua-menhir de Moulin de Louat.

## Imágenes
|  |  |  |